# Journal of Economic Literature
O Journal of Economic Literature (JEL) é uma reconhecida revista científica sobre economia com revisão por pares, publicada pela American Economic Association desde 1969. O seu conteúdo editorial trata sobretudo artigos e análises sobre teorias e modelos económicos recentes (e não a pesquisa mais recente). Actualmente, o seu editor é Roger H. Gordon.
JEL criou um sistema de códigos de classificação largamente utilizado nas publicações no campo da economia.